# Да Силва Монтейро, Отавио Эдмилсон
Отавио Эдмилсон да Силва Монтейро (порт.-браз. Otávio Edmilson da Silva Monteiro; род. 9 февраля 1995 года в Жуан-Песоа, Бразилия) — португальский и бразильский футболист, полузащитник клуба «Ан-Наср» и сборной Португалии.

## Клубная карьера
Отавио — воспитанник клуба «Интернасьонал». 15 июля 2012 года в матче против «Сантоса» он дебютировал в бразильской Серии A. 8 июня 2013 года в поединке против «Крузейро» Отавио забил свой первый гол за «Интернасьонал». С командой он дважды выиграл Лигу Гаушу. Летом 2014 года он перешёл в португальский «Порту». Для получения игровой практики Отавио был переведён в дублирующий состав. 17 сентября в матче против «Ориентала» он дебютировал в Сегунда лиге.
В начале 2015 года Отавио на правах аренды перешёл в «Виторию Гимарайнш». 8 февраля в матче против «Белененсиш» он дебютировал в Сангриш лиге. 23 мая в поединке против «Академики» Отавио забил свой первый гол за «Виторию».
Летом 2016 года после окончания аренды он вернулся в «Порту». 12 августа в матче против «Риу Аве» Отавио дебютировал за «драконов». 14 сентября в поединке Лиги чемпионов против датского «Копенгагена» он забил свой первый гол за «Порту». В 2018 году Отавио помог клубу выиграть чемпионат. 6 ноября в матче Лиги чемпионов против московского «Локомотива» он отметился забитым мячом.
В августе 2023 года Отавио подписал контракт с аравийским клубом «Ан-Наср». Сумма трансфера составили 60 млн. евро.

## Достижения
«Интернасьонал»
- Чемпион лиги Гаушу (2): 2013, 2014

«Порту»
- Чемпион Португалии (3): 2017/18, 2019/20, 2021/22
- Обладатель Кубка Португалии (3): 2019/20, 2021/22, 2022/23
- Обладатель Суперкубка Португалии (2): 2018, 2020